# Johann Adam Gabler
Johann Adam Gabler (* 25. März 1833 in Ottowind, Sachsen-Coburg und Gotha; † 19. Mai 1888 in Matten bei Interlaken) war ein Schweizer Fotograf und Gründer eines Fotografiegeschäfts.

## Biografie
Adam Gabler wurde in Ottowind geboren, im damaligen Herzogtum Sachsen-Coburg und Gotha (heute Nordbayern). Er war ursprünglich Wagner und kam um 1860 als Wandergeselle in die Schweiz. Nach einer zweiwöchigen «Lehre» als Fotograf wechselte er 1863 das Handwerk und arbeitete zunächst als Wanderfotograf im Emmental (Kanton Bern). Um 1865 verlegte er seinen Wohnsitz nach Interlaken, wo er in der Folge einer der ersten Tourismusfotografen der Schweiz wurde.
Der zu jener Zeit stark zunehmende Fremdenverkehr im Berner Oberland führte zu einer grossen Nachfrage nach günstigen Reiseandenken, welcher Gabler mit seinen Fotografien entsprechen konnte.

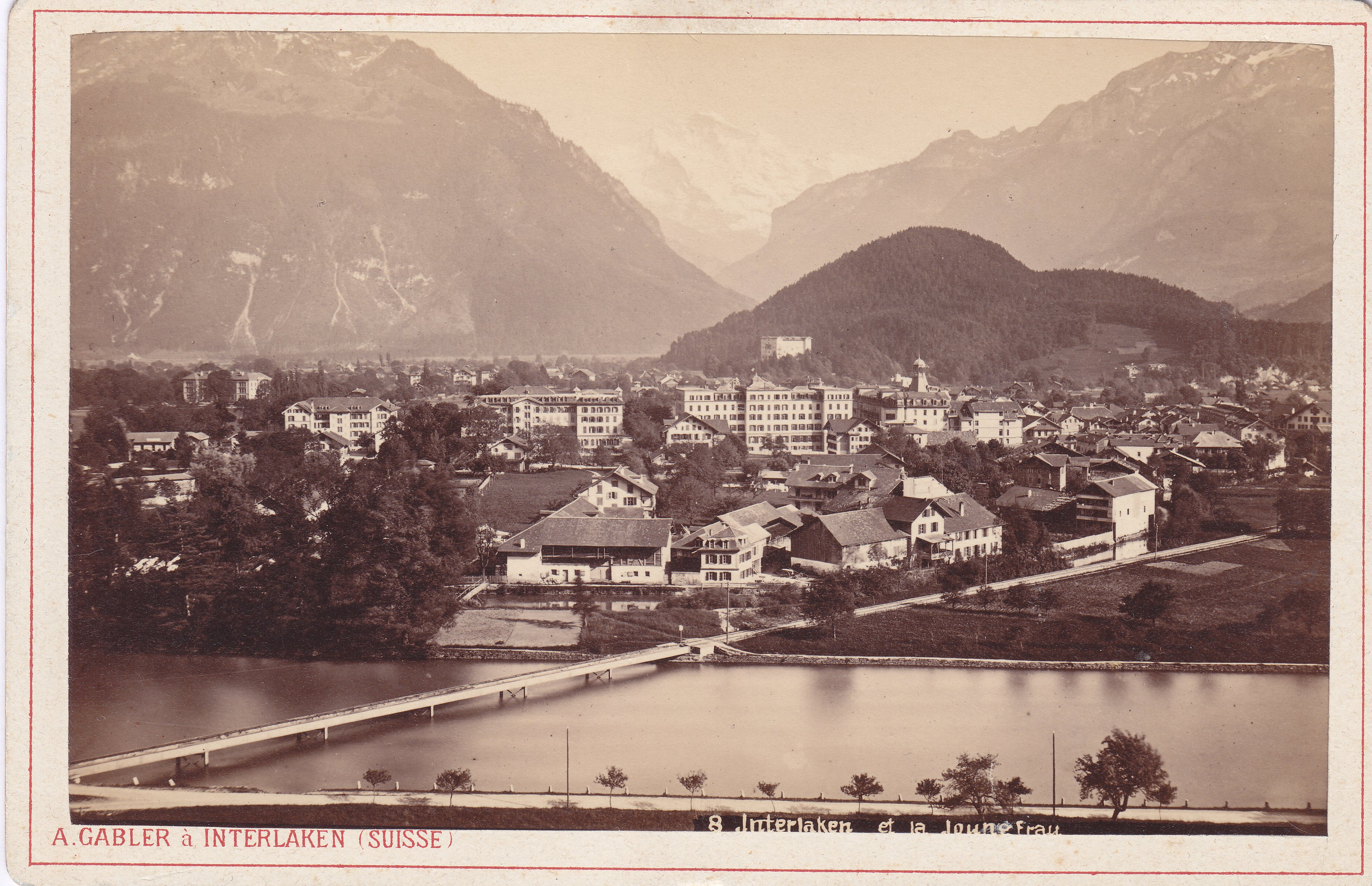
Carte de Cabinet von Adam Gabler: 8. Jnterlaken et la Joungfrau

Mitsamt der damals notwendigen umfangreichen Ausrüstung bereiste er auf der Suche nach geeigneten Ansichten die Täler der Region, aber auch weitere bei Touristen beliebte Gegenden der Schweiz. Seine Cartes de Cabinet, Cartes de Visite und Stereoskopie-Karten zeichnete er mit A. Gabler, Photographe à Interlaken.
Die Entwicklung der Stereoskopie führte in der zweiten Hälfte des 19. Jahrhunderts zu einer Modeströmung, von der das Gabler-Geschäft bis zum Ersten Weltkrieg profitierte. Adam Gabler produzierte viele der beliebten Sammlerobjekte mit seinen Aufnahmen aus der Schweiz.

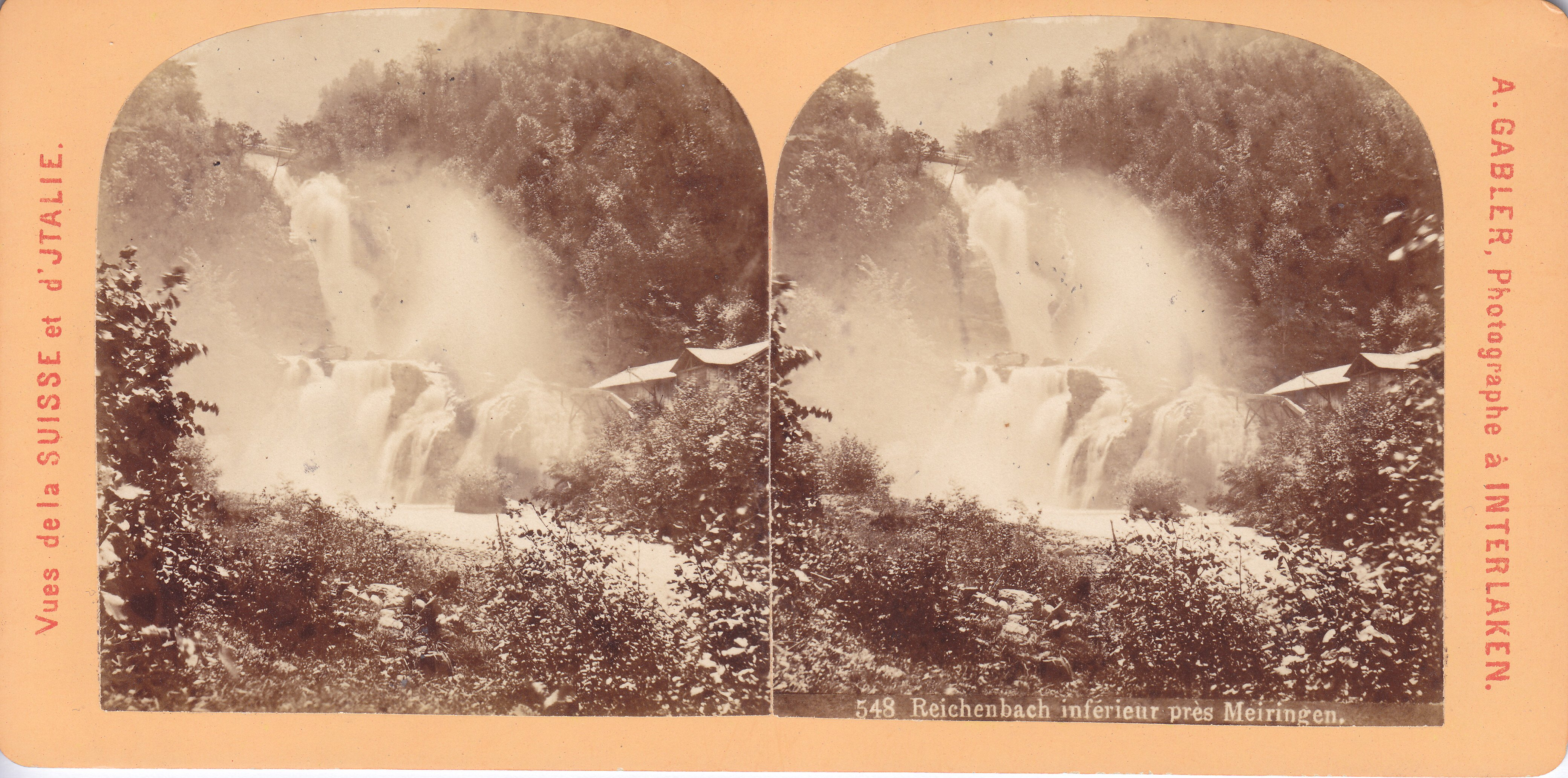
Stereographie-Karte von Adam Gabler: Nr. 584, Reichenbach inférieur près Meiringen

An der Weltausstellung 1873 in Wien erhielt Gabler ein Diplom «für einen Stereoskopen-Apparat mit 100 photographischen Bildern», und auch die Deutsche Kunst- und Kunstgewerbliche Ausstellung in München 1876 brachte ihm eine Auszeichnung. Beide Diplome liess er auf die Rückseiten seiner Cartes de Cabinet und teilweise auch der Cartes de Visite drucken. Auch an der ersten Schweizerischen Landesausstellung 1883 in Zürich stellte er einen «Stereoskop-Apparat mit Photographien» aus. Als in deren Folge 1886 der «Schweizerische Photographen Verein» entstand, war Adam Gabler unter den Gründungsmitgliedern. Neben der Landschaftsfotografie pflegte Adam Gabler auch Atelieraufnahmen. Davon zeugen zahlreiche Einzel-, Paar- und Familienbilder, sowie romantische und humoristische Inszenierungen.
Im Jahr 1870 kaufte Gabler Land in Matten bei Interlaken und baute dort das Wohn- und Geschäftshaus «Waldeck», das bis 1948 im Besitz der Familie blieb. 1885 liess sich Adam Gabler in Lütschental (Kanton Bern) einbürgern, zusammen mit seinem Sohn Arthur (1867–1927) aus einer ersten Ehe, seiner zweiten Ehefrau Rosina Gabler-Grossglauser (1843–1921) und den gemeinsamen Kindern. Er verstarb am 19. Mai 1888 in Matten.

## Nachfolger
Nach dem Tod von Adam Gabler 1888 übernahmen seine Witwe Rosina und sein Sohn Arthur Gabler das Geschäft. 1895 liessen sie sich als Kollektivgesellschaft Photographie Gabler, R. & A. Gabler in das Schweizerische Handelsregister eintragen. Gabler, Interlaken erhielten an der Schweizerischen Landesausstellung 1896 eine Silberne Medaille in der Gruppe Photographie. In der Folge erschienen von Photographie Gabler zahlreiche Stereographie-Karten, darunter auch Neuausgaben von Aufnahmen Adam Gablers. 

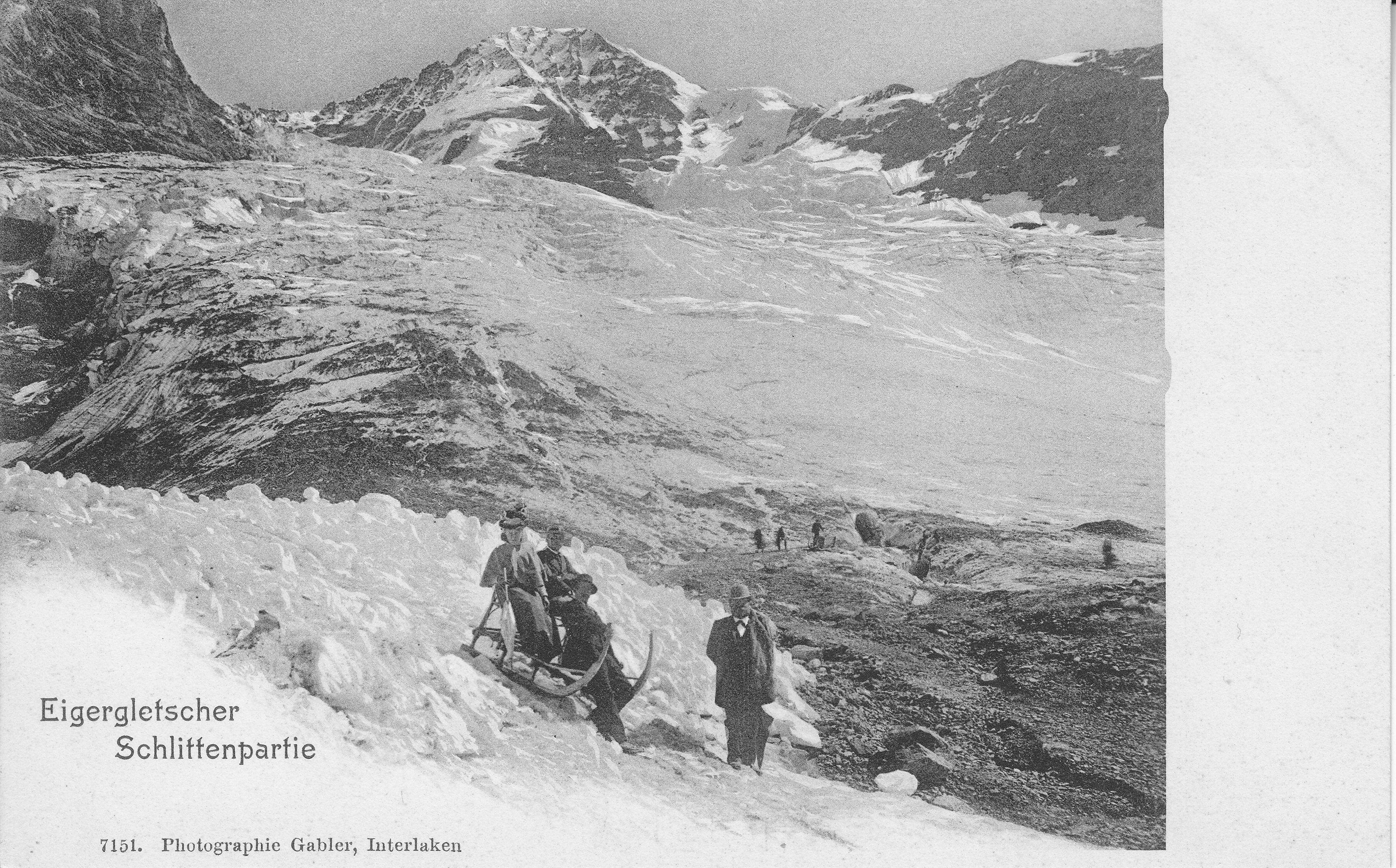
Postkarte des Verlags Photographie Gabler: Schlittenpartie auf dem Eigergletscher, ca. 1900

Ab ungefähr 1900 publizierte der Verlag auch Ansichtskarten. Diese waren seit den späten 1890er Jahren ein zunehmend beliebtes Sammlerobjekt; auf ihren Bildseiten erschienen nach der Jahrhundertwende immer mehr auch Fotografien. Der Gabler-Verlag profitierte von der grossen Nachfrage und profilierte sich dabei durch seine Gletscher-Bilder.
Nebst der Beteiligung am Verlag Photographie Gabler war Arthur Gabler auch selbständig als Fotograf tätig. 1889 wurde sein Beitritt zum «Schweizerische Photographen Verein» als Gabler Sohn, Interlaken vermerkt. Er veröffentlichte Aufnahmen in verschiedenen illustrierten Zeitschriften, unter anderen in Die Schweiz.

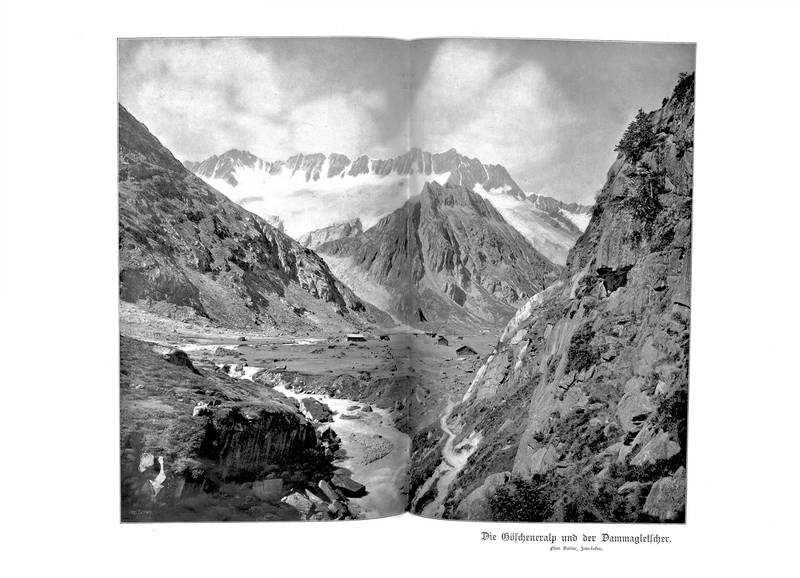
Die Göscheneralp und der Dammagletscher, Fotografie von Arthur Gabler. Erschienen in Die Schweiz. Bd. 4 (1900)

Bekannt sind auch mehrteilige Panorama-Aufnahmen von der Jungfraukette, dem Rhonegletscher und den Rochers de Naye, grossformatige Drucke von Fotografien aus dem Berner Oberland sowie eine Serie von Alben von beliebten Orten oder Landschaften hauptsächlich im Berner Oberland. Arthur Gabler zeichnete seine Aufnahmen mit A. Gabler Phot. Interlaken, Phot. Gabler oder einfach A. Gabler. Aufgrund der Abkürzung des Vornamens werden seine Fotografien oft seinem besser bekannten Vater Adam Gabler zugeschrieben.
1905 wurde die Kollektivgesellschaft von Rosina und Arthur Gabler aufgelöst «infolge Verzichts der Inhaber». Von Arthur Gablers Aktivitäten in den darauf folgenden Jahren ist nichts bekannt; in der Mitgliederliste der «Schweizerischen Photographischen Vereins» für 1908 ist sein Name ein letztes Mal zu finden. 1915 verliess er Interlaken und zog nach Olten, wo er 1927 starb.
Nach dem Rückzug ihres Geschäftspartners führte Rosina Gabler die Firma allein weiter als Photographie R. Gabler oder Ed. R. Gabler. Sowohl unter den Stereographie- wie unter den Ansichtskarten ihres Verlags finden sich Neuauflagen von Fotografien Arthur Gablers, dazu kamen Aufnahmen ihres Sohnes Georg Gabler (1884–1930) aus der Ehe mit Adam. Der Familientradition folgend war auch er Fotograf geworden. Georg Gabler war aktives Mitglied des Schweizer Alpen-Clubs SAC; von seinen Touren brachte er viele Aufnahmen aus dem Hochgebirge zurück. Seine Fotografien erschienen jedoch alle unter dem Namen des Verlags Photographie R. Gabler.

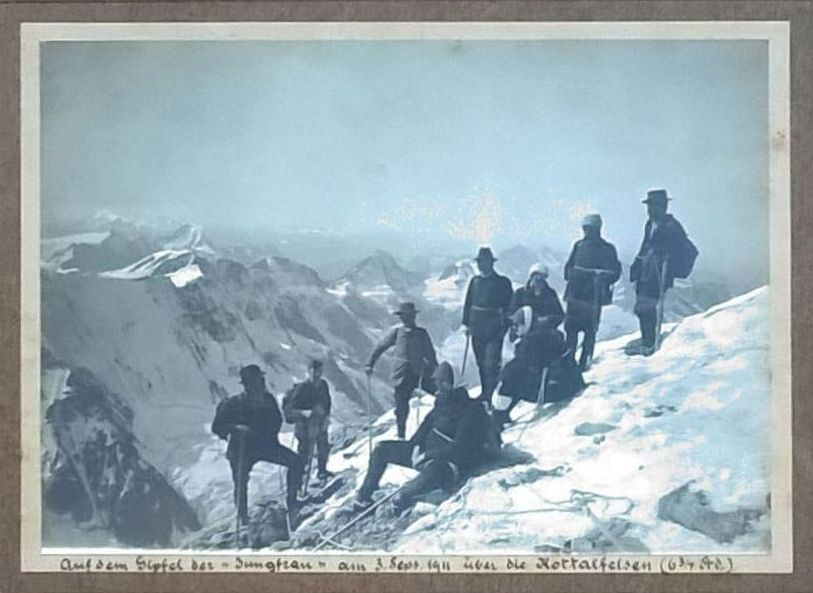
Auf dem Gipfel der Jungfrau am 3. September 1911. Fotografie von Georg Gabler

Der Erste Weltkrieg setzte dem blühenden Tourismus im Berner Oberland ein vorläufiges Ende, und damit verlor das Fotogeschäft der Familie Gabler seine Kundschaft. Georg Gabler zog 1915 mit seiner Familie nach Frankreich, wo er bei dem Fotografen Charles Peigné in Nantes Arbeit fand. Später war er für Peigné in Tours tätig, bis zu seinem Lebensende 1930.

Als Rosina Gabler 1921 starb, war das in guten Jahren erworbene Vermögen aufgezehrt. Einzig das Haus «Waldeck» blieb der Familie erhalten, die Firma Photographie R. Gabler ging in Konkurs. Um 1924 nahm zwar Bertha Gabler (1883–1939), die älteste Tochter von Rosina und Adam Gabler, das Ansichtskartengeschäft wieder auf. Verglichen mit den früheren Jahren blieb die Produktion aber bescheiden; von wem die Aufnahmen stammen, ist unbekannt.

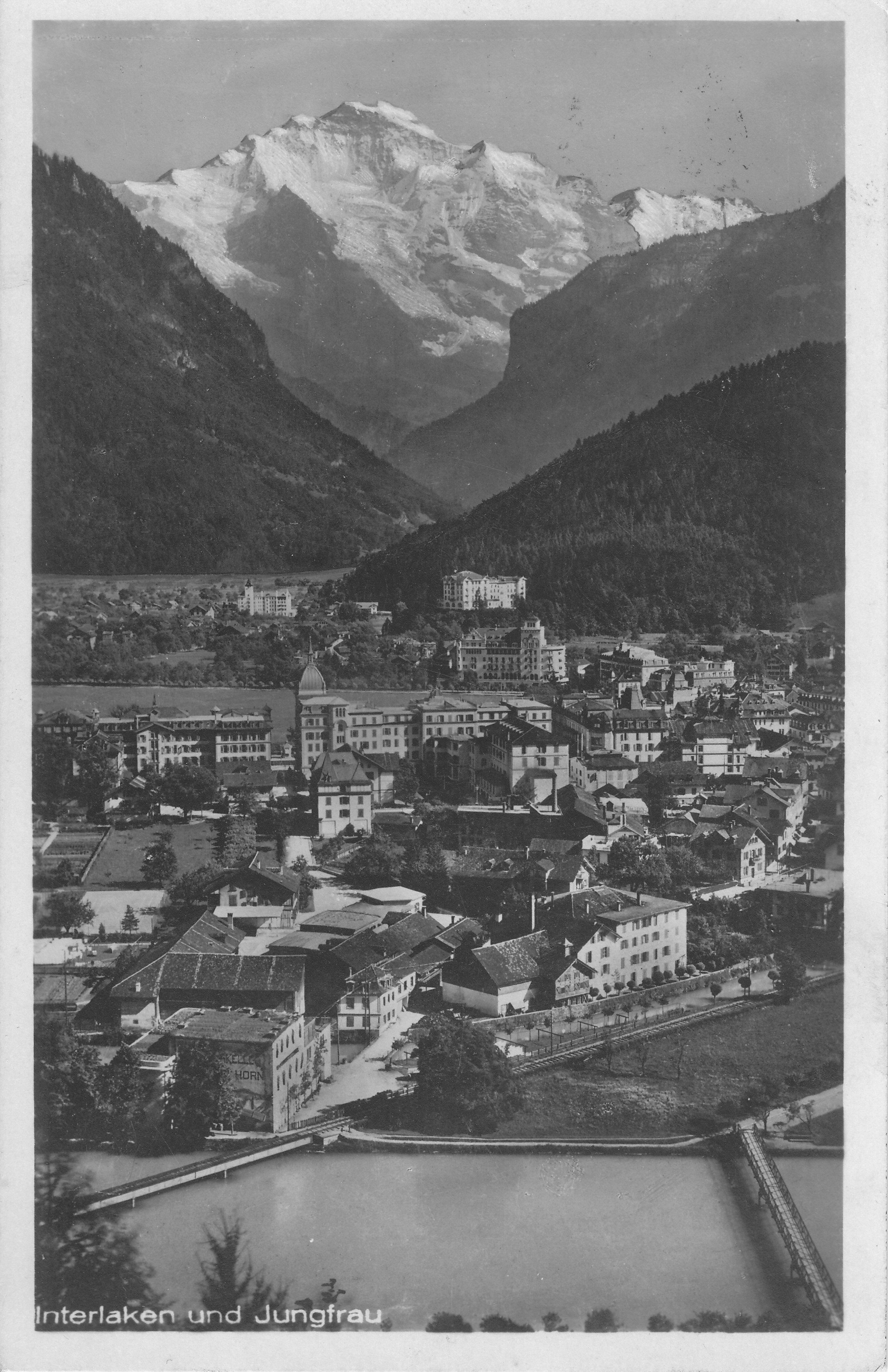
Interlaken und die Jungfrau, Postkarte von Phot. Gabler datiert 1929. Nachdruck einer Karte von Photographie R. Gabler.

Der Zweite Weltkrieg hatte dann eine weitere Unterbrechung zur Folge; danach versuchte Ida Gabler (1886–1961), eine weitere Tochter, das Geschäft wieder zu beleben. 1948 gab sie die Bemühungen jedoch auf und verliess Matten. In Anlehnung an die von Arthur Gabler verwendete Signatur weisen alle von Bertha und Ida Gabler publizierten Ansichtskarten die Bezeichnungen Phot. Gabler oder Photogr. Gabler auf.
Der Gabler-Nachlass befindet sich in der Fotostiftung Schweiz.